# Хотел „Прентан“
Гранд хотел „Прентàн“ (изписване до 1945 година: Прентанъ), от френски printemps – „пролет“, е някогашен хотел в София, намиращ се на ъгъла на улица „Сердика“ № 20 и „Екзарх Йосиф“.
Проектиран е от архитект Трендафил Трендафилов по поръчка на Наум T. Янакиев от Крушево, преселил се в Свободна България. Името на Янакиев е изписано на мозайката на централното фоайе на главния вход, както и годините 1909 – 1910.
Семейството на Наум Янакиев се занимава със строителство. Той участва в строежа на редица знакови сгради като старата сграда на Военното министерство, сградата на Министерството на земеделието, Витошките казарми, намирали се на мястото на днешния Национален дворец на културата, и други.
Гранд хотел „Прентан“ е триетажен и е построен в близост до Централната минерална баня на София, за да предлага стаи на лекуващите се с нейните води. При сватбата на цар Борис III в хотела се настаняват пристигнали за събитието чуждестранни граждани. По разкази на потомците във всяка стая е имало мивка с течаща вода, а на всеки етаж – баня с тоалетна. На партерния етаж има помещения за търговска дейност; там е отворена виенска сладкарница със специално изградена оркестрина, а също и бакалница.
Хотелът функционира поне до 1930 година, тъй като тогава са засвидетелствани посещенията за сватбата на царя.
След Деветосептемврийския преврат етажите са национализирани и са предоставени за канцеларии на ЦК на БКП. Впоследствие са използвани и от администрацията на Министерския съвет, а помещения на третия етаж са дадени на Балкантурист. Сладкарницата на партера продължава да функционира до около 1978 година, след това нейното място е предоставено за заведение на „Ресторанти и спални“ към БДЖ, а впоследствие и др. Второто помещение на партера е превърнато в депо за забравени във влаковете на БДЖ вещи.
През 2009 година е направена цялостна реставрация на фасадата. Към 2024 година сградата е с почти изцяло съхранен външен вид, но с променено предназначение.